# Миза Альбу

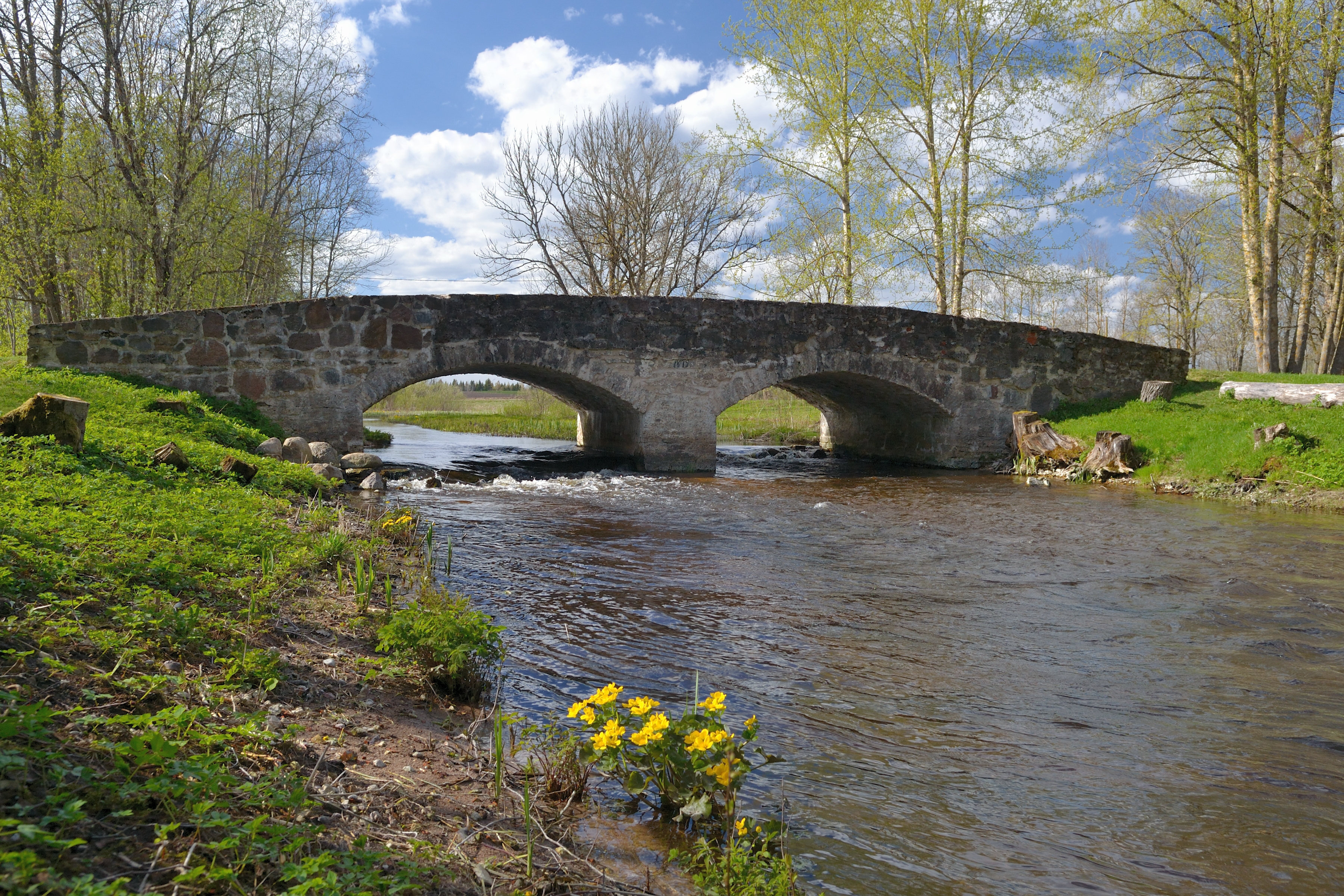
Місточок на мизі

Миза Альбу (ест. Albu mõis, нім. Alp). - миза в Естонії. Перші відомості щодо старої мизи Ярвамаа-Альбу відносяться до 1282 р. В середні віки миза належала Ордену, і в ній було побудовано невеличку кам'яну фортецю, яка була резиденцією форту пайдеської орденської фортеці, — деякі її частини збереглися у нижньому поверсі нинішнього будинку.
В 10-30-тих роках XVIII ст. миза належала Магнусу Вільгельму фон Нироту, який відкрив у ній школу для дітей зі збіднілих дворянських родин — так звану лицарську академію. Приблизно в 1740 р. власником мизи став екс-губернатор Естляндії Роберт Арчибалд Дуглас. Імовірно, що саме він спорудив дерев'яний панський будинок в стилі бароко з високим цоколем, який дійшов до наших днів. Інколи будинок вважають більш старим і датують XVII ст.
Унікальність будинку мизи надають чисельні розписи і плафони в стилі бароко та рококо, які прикрашають його приміщення. В такій кількості їх немає в жодній іншій мизі Естонії. Понад два століття розписи були сховані під шаром штукатурки, і виявили їх лише в ході реставраційних робіт 1998 р. До цього ніхто навіть не припускав можливість їх існування.
В XVIII–XIX ст. миза належала фон Мореншільдтам, фон Ігельстрьомам, фон Толлям, фон Лілієнфельдам та фон Гарпе. Свого нинішнього вигляду миза набула наприкінці XIX ст.
В будинку, експропрійованому у фон Гарпе в 1919 р., з 1921 р. діє школа. В результаті реставраційних робіт, проведених з 1995 до 2000 року, було з'ясовано реальний вік і цінність мизи, а також виявлено барокові «скарби», які експонувалися від час реставраційних робіт. Саме завдяки цьому миза стала улюбленим місцем проведення культурних заходів.